# Asaccus gallagheri
Espèce
Synonymes
- Phyllodactylus gallagheri Arnold, 1972

Statut de conservation UICN

 LC  : Préoccupation mineure
Asaccus gallagheri est une espèce de geckos de la famille des Phyllodactylidae.

## Répartition
Cette espèce se rencontre à Oman dans les Émirats arabes unis. Elle se rencontre entre 10 et 1 700 m d'altitude.

## Description
Ces geckos ont un aspect assez fin. Les pattes fines se terminent par des doigts évasés aux extrémités. La queue est longue. La couleur de base est le rose, avec des bandes ocre-marron transversales. La queue vire au blanc, avec des bandes noires ou ocre-jaune. On distingue un bleu-vert sur la tête, entre les yeux.

## Étymologie
Cette espèce est nommée en l'honneur de Michael Desmond Gallagher (1921-).

## Publication originale
- Arnold, 1972 : Lizards with northern affinities from the mountains of Oman. Zoologische Mededelingen, vol. 47, p. 111-128 (texte intégral).